# Konrad Schily
Konrad Schily (né le 7 novembre 1937 à Bochum) est un médecin et homme politique allemand. De 1982 à 1999 et de 2002 à 2004, il est président de l'université de Witten/Herdecke.

## Famille
Comme son frère aîné Otto Schily, Konrad Schily est issu d'une riche famille de la haute bourgeoisie et reçoit une éducation anthroposophique. Son père, Franz Schily (de), est titulaire d'un doctorat en direction des forges de Bochum et sa mère est musicienne. Sa grand-mère paternelle est la peintre Julia Schily-Koppers. Il a deux autres frères et une sœur.

## Biographie
Après l'abitur à Wuppertal en 1957, Schily étudie la médecine à Tübingen et à Hambourg, qu'il termine avec l'examen d'État en 1964. Après avoir travaillé comme assistant médical, il devient médecin assistant à l'hôpital universitaire de Tübingen en 1966. En 1966, il y obtient son doctorat. Après avoir été membre du conseil d'administration de l'hôpital communautaire de Herdecke la même année, il y poursuit son travail médical lors du début de ses activités en 1969, d'abord dans le domaine de la chimie clinique, puis dans celui de la neurologie et de la psychiatrie. Schily est spécialiste en neurologie et psychiatrie.
Konrad Schily est membre du SPD de 1973 à 1990. À partir de 2003, il s'engage dans l'"Innovativkreis NRW Liberal" affilié au FDP et devient membre du FDP en 2005.
De 2005 à 2009, Konrad Schily est membre du Bundestag. Il entre au Bundestag par la liste du Land de Rhénanie du Nord-Westphalie. Il est membre du comité de santé. Il se présente de nouveau aux élections fédérales allemandes de 2009 en candidat indépendant, mais n'obtient pas de nouveau mandat.
De 2002 à 2008, Schily est membre bénévole du conseil de surveillance de Foodwatch.
De 1982 à 1999, Schily est président fondateur et de nouveau de 2002 à 2004 président de l'Université privée de Witten/Herdecke. Il est un temps impliqué dans la fondation de la Nordische Universität privée en 1985 en tant que mentor et membre du conseil d'administration de l'association de parrainage. Il y est président honoraire du conseil d'administration en 2004. En novembre 2006, il démissionne du conseil d'administration de l'université en raison de divergences d'opinions sur l'orientation stratégique future de l'UWH.

## Vie privée
Il est marié pendant 20 ans, divorce et a quatre enfants, dont la députée du Bundestag Ophelia Nick (de) (Alliance 90/Les Verts).